# Cratere Hakumyi
Hakumyi è un cratere sulla superficie di Cerere.